# Ilema altichalana
Ilema altichalana är en fjärilsart som beskrevs av Holloway 1999. Ilema altichalana ingår i släktet Ilema och familjen tofsspinnare. Inga underarter finns listade i Catalogue of Life.